# Пилишсентиван
Пилишсентиван (мађ. Pilisszentiván) је насеље у централној Мађарској. Пилисентиван је веће насеље у оквиру пештанске жупаније.

## Име
Име села је до XX века био је Сент Иван или Сентиван, префикс Пилиш- у је насеље је добило почетком XX века насеље је добило као почаст. Немачки назив села је Санкт Иван, ово име је и данас живо као име насеља на етничком језику, понекад у облику Санкт Иван беи Офен (Sankt Iwan bei Ofen). Немачка реч Офен овде значи Будим, па се тако онда звао Сентиван код Будима.

## Географија
Налази се у покрајини Пешта, у северозападном делу земље, 16 км северозападно од престонице Будимпеште. Пилишсентиван се налази на 209 метара надморске висине, а број становника је 4.218.
Терен око Пилишсентивана је благо брдовит. Највиша тачка у близини је 520 метара надморске висине, 2,7  km југозападно од Пилишсентивана. Око Пилишсентивана је веома густо насељен, са 1.266 становника по квадратном километру. Најближа већа заједница је Будимпешта, 16,3  km југоисточно од Пилишсентивана. Предео ко Пилишсентивана је углавном густо насељен.
Подручје је део хемибореалне климатске зоне. Просечна годишња температура у области је 10 °C. Најтоплији месец је јул, када је просечна температура 22 °C, а најхладнији децембар, са -4 °C. Просечна годишња количина падавина је 875 милиметара. Највлажнији месец је јануар са просечно 88 mm падавина, а најсувљи април са 43 mm падавина.

## Становништво
Током пописа 2011. године, 88,4% становника се изјаснило као Мађари, 24,8% као Немци, а 0,3% као Словаци (11,5% се није изјаснило; због двојног идентитета, укупан број може бити већи од 100%). Верска дистрибуција је била следећа: римокатолици 51,3%, реформисани 5,4%, лутерани 0,8%, гркокатолици 0,4%, неконфесионални 12,6% (28,3% се није изјаснило).
По попису из 2022. године 89,3% становништва изјаснило се као Мађари, 14,7% Немци, 0,4% Словаци, 0,2% Роми, 0,1-0,1% Грци, Бугари, Русини, Украјинци, Срби и Румуни, 4% за друге, недомаће националности. (10,4% се није изјаснило; због двоструких идентитета укупан број може бити већи од 100%). Према њиховој религији, 36,7% су били римокатолици, 4,7% реформирани, 0,8% лутерани, 0,5% гркокатолици, 1,3% остали хришћани, 0,7% остали католици, 12,6% неконфесионални (42,2% није одговорило).